# Distrito de Świecie
Świecie (polaco: powiat świecki) es un distrito del voivodato de Cuyavia y Pomerania (Polonia) que fue constituido el 1 de enero de 1999 por la reforma del gobierno local polaco aprobada el año anterior. Limita con otros ocho distritos: al norte con Starogard y Tczew, al nordeste con Kwidzyn, al este con la ciudad de Grudziądz y el distrito homónimo, al sur con Chełmno, al suroeste con Bydgoszcz y al oeste con Tuchola. Está dividido en once municipios: dos urbano-rurales (Nowe y Świecie) y nueve rurales (Bukowiec, Dragacz, Drzycim, Jeżewo, Lniano, Osie, Pruszcz, Świekatowo y Warlubie). En 2011, según la Oficina Central de Estadística polaca, el distrito tenía una superficie de 1474,18 km² y una población de 97 835 habitantes.